# Urunga
Urunga – miasto w Australii, w stanie Nowa Południowa Walia.